# Santa Caterina dello Ionio
Santa Caterina dello Ionio er en by i Calabrien, Italien med 1.923 (2023) indbyggere.